# Calamus draco
Calamus draco hay Mây rừng là loài thực vật có hoa thuộc họ Arecaceae. Loài này được (Willd.) Blume mô tả khoa học đầu tiên năm 1838. Loài cây này phân bố chủ yếu tại bán đảo Đông Dương, bán đảo Mã Lai và phía tây Indonesia. Nó tạo ra một loại nhựa cây màu đỏ được gọi là máu rồng, nó được người dân ở một số địa phương sử dụng làm thuốc.
Ở Việt Nam loài cây này phân bố trải dài trên cả nước, mọc chủ yếu trong các khu rừng có khí hậu nóng ẩm.
 Quả Mây rừng có vị chua, chát và ít ngọt nên thường được sử dụng bằng cách ngâm rượu hoặc dùng chung với muối ớt. Hiện nay ở Việt nam số lượng cá thể Mây rừng bị giảm sút rất nhiều do thường bị chặt cả cây đi để lấy quả bán nên một số địa phương đang hạn chế việc khai thác loài cây này.

## Mô tả
Mây rừng có thân mọc thành cụm tạo thành các thân mây riêng lẻ cao tới 15 m, có bẹ có đường kính tới 30 mm. Lá lá được mô tả là dạng vòng tròn (có tua: phần kéo dài của đầu lá mây có trang bị móc móc), được tạo ra từ bẹ lá, màu xanh tươi, có lớp vỏ màu sô-cô-la khi còn non: dài 2,5 m bao gồm cả cuống lá ( lên đến 300 mm và được trang bị các nhóm gai bên ngắn dài tới 6 mm); sợi xơ dài khoảng 1 m. Khoảng 20 lá chét được sắp xếp đều đặn ở mỗi bên của trục lá . Quả trưởng thành có hình trứng ít nhiều, kích thước 28 x 20 mm, được bao phủ bởi 16 hàng vảy thẳng đứng và có thể có nhiều lớp vảy "máu rồng".

## Hình ảnh

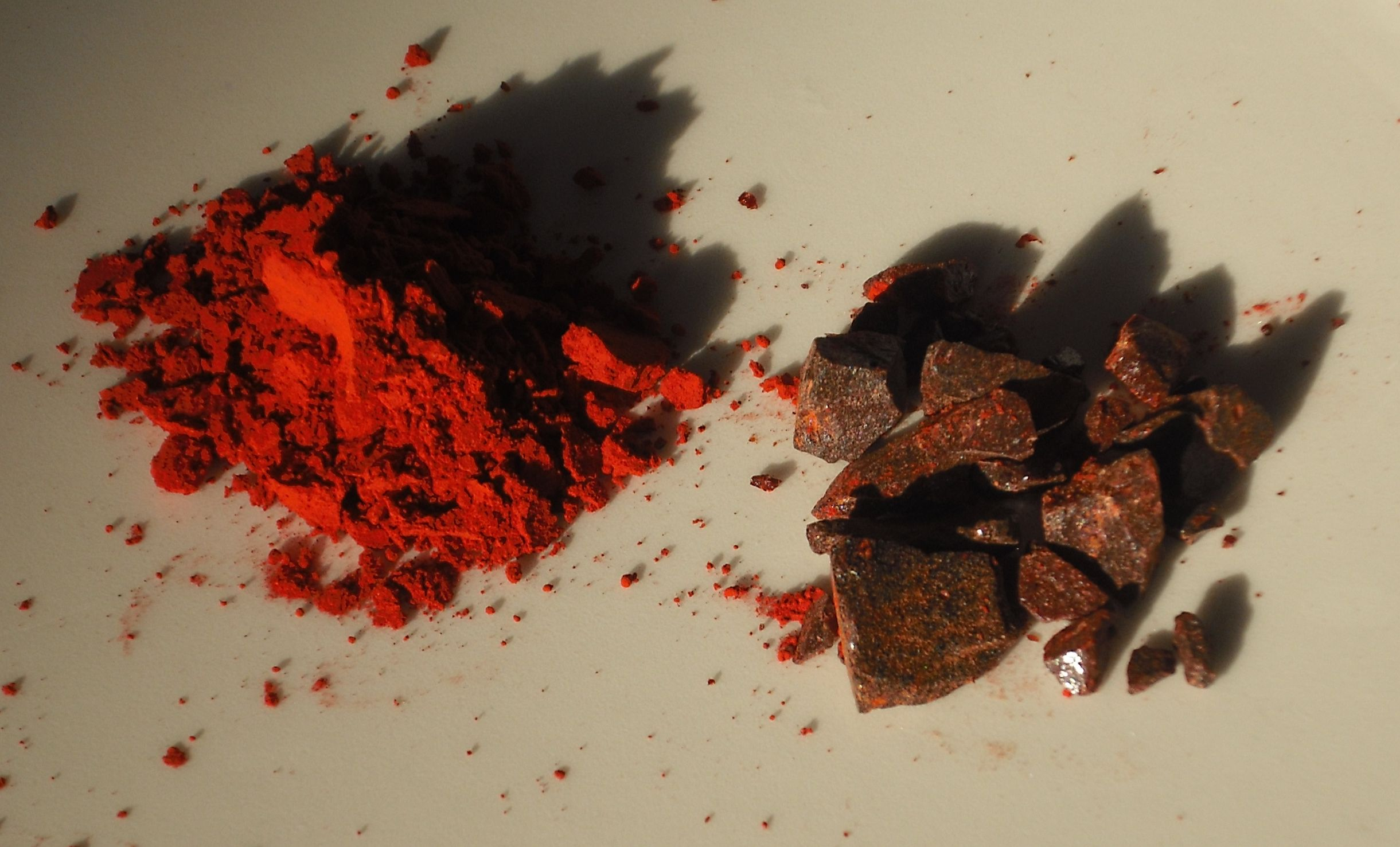
Nhựa cây được tinh chế thành bột
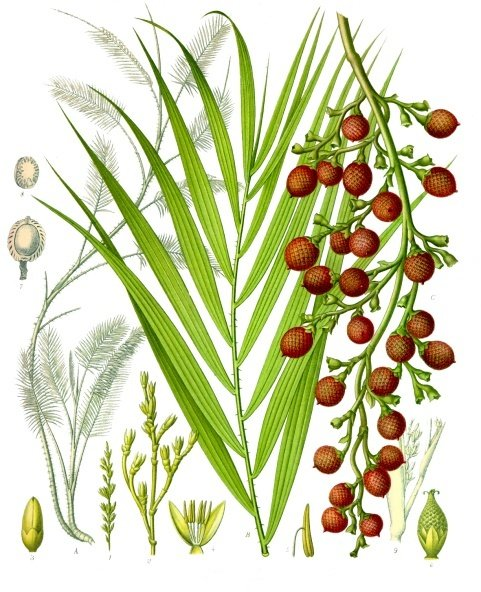
Mô tả năm 1897
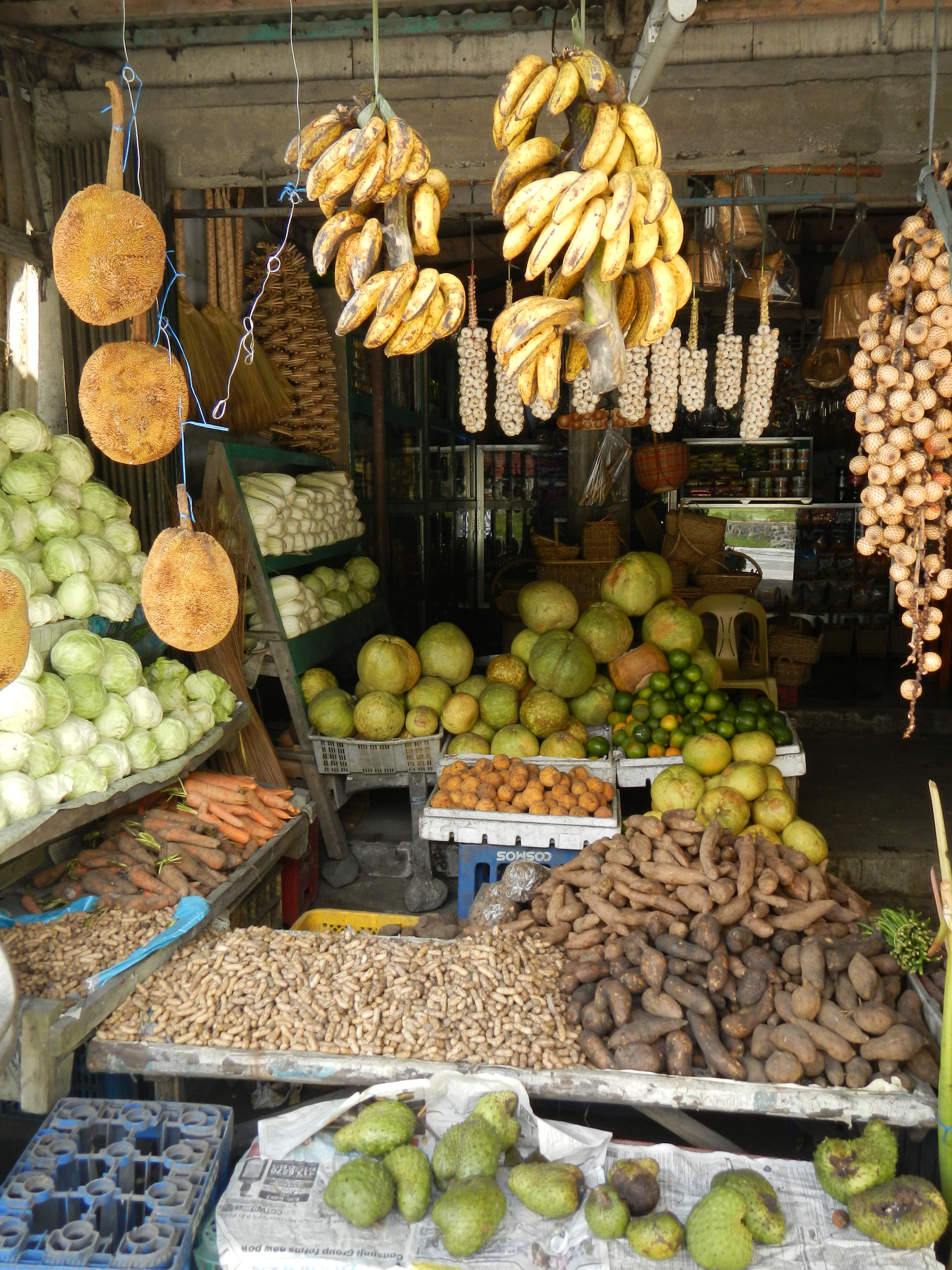
Quả chín được bày bán
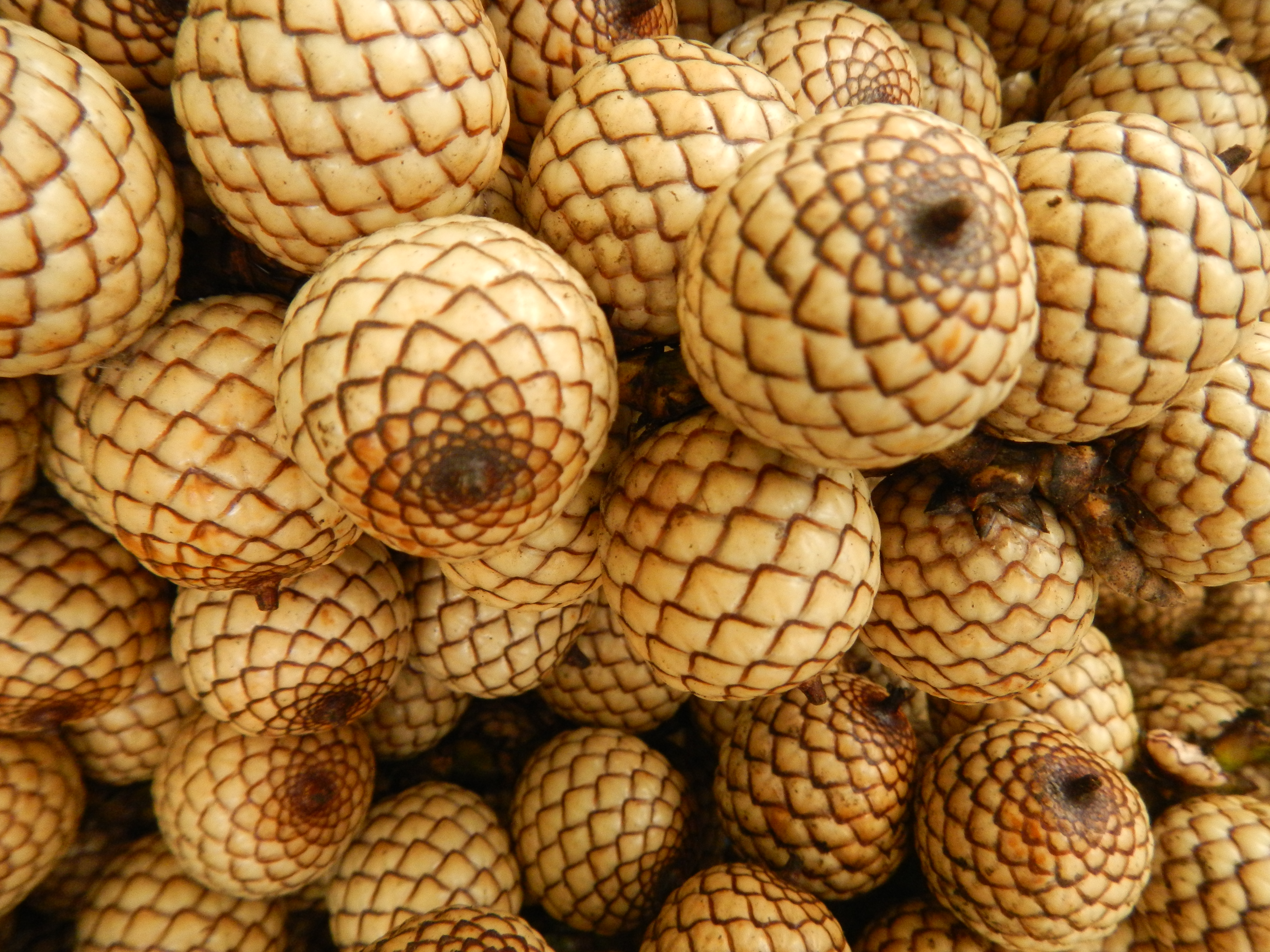
Quả chín